# När alla vet
När alla vet är en norsk-svensk film från 1995 i regi av Svend Wam.

## Om filmen
Filmen premiärvisades 11 november 1995. Inspelningen av filmen utfördes vid Morsarvet Studio i Åmotfors av Per Källberg. För koreografin svarade Calvin Ray Stiggers. Som förlaga har man författaren Per Knutsens ungdomsroman Svart kajal som utgavs 1988

## Roller i urval
- Hampus Björck - Sebastian
- Nicolai Cleve Broch - Ulf
- Rebecka Hemse - Lisbeth
- Emil Lindroth - Jan
- Lena Olander - Linda
- Ewa Fröling - mamma
- Helge Jordal - pappa
- Mira Mandoki - Lisa
- Karin Hagås - Inga
- Stig Torstensson - fyllot
- Sara Alström - flicka på stan
- Johanna Sällström - flicka på stan
- Bård Torgersen - gatuförsäljare